# Biševo
Biševo (42°58' N, 16°00' E) je otok v Jadranskem morju nadaleč od otoka Vis. Turistom je najbolj poznan po t. i. Modri špilji (morska jama, ki je zaradi podmorske odprtine značilno belo osvetljena), po vinu plavac in po peščenih plažah. Na otoku se sicer nahaja več morskih jam, ena izmed njih se imenuje Medvedja špilja. Na tem mestu naj bi ribiči okoli leta 1970 ubili zadnjo sredozemsko medvedjico v Jadranu, zdaj na območju Sredozemlja peščica teh živali živi stalno le še v Grčiji, v Jadran pa zaide le občasno. 
Površina otoka je 5,84 km², nahaja pa se 5 km jugozahodno od viškega pristanišča Komiža, s katerim je preko celega leta povezan z ladijsko linijo (t. i. Pruga). Po podatkih iz leta 2001 na otoku stalno prebiva 19 ljudi, od katerih jih je 8 starejših od 65 let. Še leta 1961 je na Biševu živelo 114 prebivalcev (pred 2. svetovno vojno pa več kot 200), ki pa so se povečini preselili v Komižo. Mnogi so še naprej povezani z otokom, kjer obdelujejo vinograde in gojijo oljke, med poletjem pa na otoku tudi stanujejo. 
O otoku in ribolovu v njegovi okolici je med slovenskimi avtorji v leposlovnem smislu največ prispeval Mate Dolenc.
Biševo sicer spada med hrvaške otoke, ki so najbolj oddaljeni od celinske obale. Sosednja majhna otočka sta Sveti Andrija (Svetac, najredkeje stalno naseljeni otok v Jadranu) in Brusnik v isti smeri pa še vulkanski otoček Jabuka, ki je nekoč mornarici JLA služil kot vadbena balistična tarča. Biševo je eden izmed otokov, ki je najbližje otoku Palagruža. 
Otok je zaradi odprte geografske lege večinoma izpostavljen visokim valovom, maestralu z zahodne strani, jugu z južne in burje, ki piha preko Biševskega kanala iz smeri otoka Vis. Nevalovitost morja je relativno redka. Na otoku so tri mahjne lučice: na zahodni strani v zalivih Salbunara in Porat (Biševska luka), na vzhodni strani pa Mezuporat, kjer je sicer zaradi podvodnega električnega kabla prepovedano sidranje. V teh zalivih, kjer so tudi zaselki z nekaj hišami, je pristajališče redne ladijske povezave s Komižo. Zaradi visokih valov domačini manjša plovila spravljajo na kopnem. 
Nekdaj največja in najbolj naseljena vas na otoku je Polje (v geografskem središču otoka), kjer se nahaja tudi cerkev Svetega Silvestra. Poleg nje so razvaline benediktinskega samostana, ki ga je leta 1050 ustanovil Ivan Grlić iz Splita. Dve stoletji kasneje je bil zapuščen zaradi nenehne nevarnosti, ki so jo predstavljali pirati. Najvišja vzpetina, Straža, tudi Straženica (240 mnm) se nahaja na južnem delu otoka. Ime je dobila zaradi strateške pomembnosti, ki jo je izkoriščala tudi vojska. Sicer je na otoku vidnih nekaj topovskih votlin, ki spominjajo na predore. V letih 1980–1990 je bilo območje Biševa zaradi vojaškega odloka zaprto za športni ribolov.  Večino obale predstavljajo visoke čeri in visoke previsne stene, nekaj najlepših plaž pa se nahaja v zalivih. 
V tretjem tisočletju so domačini nekatere steze razširili v cesto, ki povezuje posamezne zalive. Nekdanja romantična »prevozna sredstva«, osle, so zamenjali z avtomobili. Na otoku jih je približno 20–30. Turisti s svojimi avtomobili na otok ne morejo. 